# Pötschenstein
Pötschenstein är ett berg i Österrike.   Det ligger i distriktet Liezen och förbundslandet Steiermark, i den centrala delen av landet, 210 km väster om huvudstaden Wien. Toppen på Pötschenstein är 1 077 meter över havet.
Terrängen runt Pötschenstein är bergig åt nordväst, men åt sydost är den kuperad. Närmaste större samhälle är Bad Aussee, 7,3 km sydost om Pötschenstein. 
I omgivningarna runt Pötschenstein växer i huvudsak blandskog. Runt Pötschenstein är det ganska glesbefolkat, med 25 invånare per kvadratkilometer.